# Bộ trưởng Nông nghiệp Hoa Kỳ
Bộ trưởng Nông nghiệp Hoa Kỳ (tiếng Anh: United States Secretary of Agriculture) là người đứng đầu Bộ Nông nghiệp Hoa Kỳ. Bộ trưởng hiện tại là Tom Vilsack, được Thượng viện Hoa Kỳ biểu quyết xác nhận vào ngày 23 tháng 2 năm 2021.
Bộ gồm có một số tổ chức. Khoảng 297.000 dặm vuông Anh (770.000 km²) đồng cỏ và rừng quốc gia được Sở Kiểm lâm Hoa Kỳ quản lý. Việc bảo đảm an toàn thực phẩm được sản xuất và bán tại Hoa Kỳ thì do Sở Kiểm tra và An toàn Thực phẩm Hoa Kỳ đảm nhận. Chương trình Phiếu Thực phẩm hợp tác với các tiểu bang để cung cấp thực phẩm cho người dân có thu nhập thấp. Việc cố vấn cho nông gia và người làm vườn được thực hiện bởi Sở Mở rộng Hợp tác (Cooperative extension service).
Thứ tự kế vị chức Bộ trưởng Nông nghiệp Hoa Kỳ được xếp như sau:
1. Phó Bộ trưởng Nông nghiệp Hoa Kỳ
2. Thứ trưởng Nông nghiệp Hoa Kỳ đặc trách Vụ Nông nghiệp Ngoại quốc và Nông trại
3. Thứ trưởng Nông nghiệp Hoa Kỳ đặc trách Chương trình Điều tiết và Tiếp thị
4. Thứ trưởng Nông nghiệp Hoa Kỳ đặc trách Phát triển Nông thôn
5. Thứ trưởng Nông nghiệp Hoa Kỳ đặc trách Vụ Thực phẩm, Dinh dưỡng, và Tiêu dùng
6. Thứ trưởng Nông nghiệp Hoa Kỳ đặc trách Môi trường và Tài nguyên Thiên nhiên
7. Thứ trưởng Nông nghiệp Hoa Kỳ đặc trách Nghiên cứu, Giáo dục và Kinh tế
8. Thứ trưởng Nông nghiệp Hoa Kỳ đặc trách An toàn Thực phẩm
9. Tổng tham vấn Bộ Nông nghiệp Hoa Kỳ
10. Trợ tá Bộ trưởng Nông nghiệp Hoa Kỳ đặc trách Hành chính
11. Trợ tá Bộ trưởng Nông nghiệp Hoa Kỳ đặc trách Quan hệ Quốc hội

## Danh sách các Bộ trưởng Nông nghiệp Hoa Kỳ
| Thứ tự | Hình | Tên                 | Quê nhà      | Nhậm chức            | Rời chức             | Phục vụ dưới thời tổng thống                       |
| ------ | ---- | ------------------- | ------------ | -------------------- | -------------------- | -------------------------------------------------- |
| 1      |      | Norman Jay Coleman  | Missouri     | 15 tháng 2 năm 1889  | 6 tháng 3 năm 1889   | Grover Cleveland                                   |
| 2      |      | Jeremiah M. Rusk    | Wisconsin    | 6 tháng 3 năm 1889   | 6 tháng 3 năm 1893   | Benjamin Harrison                                  |
| 3      |      | J. Sterling Morton  | Nebraska     | 7 tháng 3 năm 1893   | 5 tháng 3 năm 1897   | Grover Cleveland                                   |
| 4      |      | James Wilson        | Iowa         | 5 tháng 3 năm 1897   | 3 tháng 3 năm 1913   | William McKinley, Theodore Roosevelt, William Taft |
| 5      |      | David F. Houston    | Missouri     | 6 tháng 3 năm 1913   | 2 tháng 2 năm 1920   | Woodrow Wilson                                     |
| 6      |      | Edwin T. Meredith   | Iowa         | 2 tháng 2 năm 1920   | 4 tháng 3 năm 1921   | Woodrow Wilson                                     |
| 7      |      | Henry C. Wallace    | Iowa         | 5 tháng 3 năm 1921   | 25 tháng 10 năm 1924 | Warren Harding, Calvin Coolidge                    |
| 8      |      | Howard M. Gore      | Tây Virginia | 22 tháng 11 năm 1924 | 4 tháng 3 năm 1925   | Calvin Coolidge                                    |
| 9      |      | William M. Jardine  | Kansas       | 5 tháng 3 năm 1925   | 4 tháng 3 năm 1929   | Calvin Coolidge                                    |
| 10     |      | Arthur M. Hyde      | Missouri     | 6 tháng 3 năm 1929   | 4 tháng 3 năm 1933   | Herbert Hoover                                     |
| 11     |      | Henry A. Wallace    | Iowa         | 4 tháng 3 năm 1933   | 4 tháng 9 năm 1940   | Franklin Roosevelt                                 |
| 12     |      | Claude R. Wickard   | Indiana      | 5 tháng 9 năm 1940   | 29 tháng 6 năm 1945  | Franklin Roosevelt, Harry Truman                   |
| 13     |      | Clinton P. Anderson | New Mexico   | 30 tháng 6 năm 1945  | 10 tháng 5 năm 1948  | Harry Truman                                       |
| 14     |      | Charles F. Brannan  | Colorado     | 2 tháng 6 năm 1948   | 20 tháng 1 năm 1953  | Harry Truman                                       |
| 15     |      | Ezra Taft Benson    | Idaho        | 21 tháng 1 năm 1953  | 20 tháng 1 năm 1961  | Dwight Eisenhower                                  |
| 16     |      | Orville L. Freeman  | Minnesota    | 21 tháng 1 năm 1961  | 20 tháng 1 năm 1969  | John Kennedy, Lyndon Johnson                       |
| 17     |      | Clifford M. Hardin  | Nebraska     | 21 tháng 1 năm 1969  | 17 tháng 11 năm 1971 | Richard Nixon                                      |
| 18     |      | Earl L. Butz        | Indiana      | 2 tháng 12 năm 1971  | 4 tháng 10 năm 1976  | Richard Nixon, Gerald Ford                         |
| 19     |      | John A. Knebel      | Oklahoma     | 4 tháng 11 năm 1976  | 20 tháng 1 năm 1977  | Gerald Ford                                        |
| 20     |      | Robert S. Bergland  | Minnesota    | 23 tháng 1 năm 1977  | 20 tháng 1 năm 1981  | Jimmy Carter                                       |
| 21     |      | John R. Block       | Illinois     | 23 tháng 1 năm 1981  | 14 tháng 2 năm 1986  | Ronald Reagan                                      |
| 22     |      | Richard E. Lyng     | California   | 7 tháng 3 năm 1986   | 21 tháng 1 năm 1989  | Ronald Reagan                                      |
| 23     |      | Clayton K. Yeutter  | Nebraska     | 16 tháng 2 năm 1989  | 1 tháng 3 năm 1991   | George H. W. Bush                                  |
| 24     |      | Edward R. Madigan   | Illinois     | 8 tháng 3 năm 1991   | 20 tháng 1 năm 1993  | George H. W. Bush                                  |
| 25     |      | Mike Espy           | Mississippi  | 22 tháng 1 năm 1993  | 31 tháng 12 năm 1994 | Bill Clinton                                       |
| 26     |      | Daniel R. Glickman  | Kansas       | 30 tháng 3 năm 1995  | 19 tháng 1 năm 2001  | Bill Clinton                                       |
| 27     |      | Ann M. Veneman      | California   | 20 tháng 1 năm 2001  | 20 tháng 1 năm 2005  | George W. Bush                                     |
| 28     |      | Michael O. Johanns  | Nebraska     | 21 tháng 1 năm 2005  | 20 tháng 9 năm 2007  | George W. Bush                                     |
| 29     |      | Ed Schafer          | Bắc Dakota   | 28 tháng 1 năm 2008  | 20 tháng 1 năm 2009  | George W. Bush                                     |
| 30     |      | Tom Vilsack         | Iowa         | 20 tháng 1 năm 2009  | 13 tháng 1 năm 2017  | Barack Obama                                       |
| 31     |      | Sonny Perdue        | Georgia      | 25 tháng 4 năm 2017  | 20 tháng 1 năm 2021  | Donald Trump                                       |
| 32     |      | Tom Vilsack         | Iowa         | 23 tháng 2 năm 2021  | 20 tháng 1 năm 2025  | Joe Biden                                          |
| 33     |      | Brooke Rollins      | Texas        | 13 tháng năm 2 2025  | Đương nhiệm          | Donald Trump                                       |

## Các cựu bộ trưởng nông nghiệp còn sống
- John A. Knebel
- John R. Block
- Alphonso Michael "Mike" Espy
- Daniel R. Glickman
- Ann M. Veneman
- Michael O. Johanns
- Edward T. Schafer
- Tom Vilsack
- Sonny Perdue